# Lycoris Recoil 莉可麗絲
《Lycoris Recoil 莉可麗絲》是於2022年7月至9月播出的日本原創電視動畫，由A-1 Pictures製作，足立慎吾執導，朝浦擔任故事原案，伊右群負責人物設定。官方也宣布將推出新作動畫和短篇動畫《Lycoris Recoil 莉可麗絲：友誼是時間的竊賊》（日语：『リコリス・リコイル』Friends are thieves of time.），於2025年4月至5月播放。

## 故事概要

### 設定
DA，全称Direct Attack，是暗中守護現代日本和平、不同于日本警察的独立治安维护组织，虽与政府是合作关系，但不受政府指挥，有强大的特权，下设情报部等多个部门。其手下的少女特工名為「Lycoris」。Lycoris的前身是在設立明治政府前就已組成的暗殺部隊「彼岸花」，除了前者外，還有「君影草」、「花葵」等部隊；這三個部隊上級為「八咫烏」。Lycoris擁有杀人许可，負責在事件发生前就处理掉犯罪者或恐怖分子。所屬的Radiata系統能進行情報操作，使得DA以及Lycoris的存在不为社会知晓，也未曾对外公布。Lycoris所穿的制服顏色跟隨其级别，首席为红色，次席为藏青色，末席为米白色。Lycoris的生日是以進入DA作為其生日。
动画故事开始10年前，作为东京象征的“电波塔”被恐怖分子占领。当时年仅七岁的Lycoris锦木千束雖然憑一己之力摆平了所有恐怖分子，但电波塔仍然损毁严重。電波塔经过修复后被保留，成为“现代日本和平的象征”。在動畫故事開始時，电波塔将被新落成的“延空木”取代。
亞蘭機關是跨足全球的神秘贊助機構，會找出受阻礙所苦的天才，並秘密地給予贊助。受亞蘭機關贊助的人被稱為「亞蘭兒童」，會獲得一個貓頭鷹吊墜。亞蘭機關認為，天才是神賜予的禮物，有將自己的才能送給世界的使命。

### 劇情
日本的治安連續8年位居世界第一，而在這表面的和平背後，是秘密組織「DA」（Direct Attack）暗地裡防範犯罪於未然。隸屬於DA的少女特工「Lycoris」，以學生制服隱身在都市中，負責處理未曾發生的犯罪。
Lycoris井之上瀧奈因在任務中無視命令，而被調派到偽裝成東京老街和風咖啡廳的DA分部「LycoReco」成為店員，與性格樂天且被譽為「史上最強Lycoris」的錦木千束搭檔。雖然如此，LycoReco卻常常接下跟Lycoris無關的工作，從普通地供應咖啡、甜品，以至於照顧小孩、幫忙買東西、教外國人日语，來者不拒。

## 登場人物

### LycoReco
錦木千束（聲：安濟知佳，演：河內美里）
金色短髮的17歲少女，被譽為史上最強的Lycoris，LycoReco店員。性格樂天，常常為顧客解決煩惱，而那些煩惱根本不在DA的職責範圍內。劇情開始的十年前，年僅7歲的她以一己之力將恐怖分子們無力化，從恐怖分子手中守下電波塔，在各地的DA分部都非常有名。以保障敵我雙方的生命為行動原則，使用橡膠彈等非致命武器來制伏敵人。擁有優異的觀察力，能在槍戰中看穿對手的彈道和射擊時機，從而完美地躲避槍擊，信二稱呼她為「殺人的天才」。
幼時因患有先天性心臟病僅剩半年壽命，受亞蘭機關幫助，擁有象徵「亞蘭兒童」的貓頭鷹吊墜。並裝設了技術超越現今數個世代的人工心臟，但技術仍未完善，使用期限只到千束成年為止。因受到幫助，決心要成為幫助他人的救世主，而定下不殺人原則。
雖然髮色看起來像是金色，但是角色設定上是視覺效果上偏黃色的白髮。
井之上瀧奈（聲：若山詩音，演：本西彩希帆）
黑色長髮的16歲少女，千束的Lycoris拍檔。來自京都。槍法高超，是個優秀的次席Lycoris，但因於任務中為解救隊友將軍火商全員擊斃而違反上級命令，被調派到LycoReco成為店員與千束搭檔。注重效率，起初對於行事不像Lycoris的千束不是很認同，並以回到DA為目標，但在與千束和LycoReco各成員相處後感情逐漸變得豐富起來，也慢慢會為他人著想，但有時仍會被千束耍得團團轉。
中原瑞希（聲：小清水亞美，演：石井美繪子）
前DA情報部員，LycoReco店員。很想結婚。曾提到讨厌DA將孤儿训练成Lycoris来执行特工任务而离开DA，在千束和瀧奈執行委託時主要擔任駕駛和後勤的工作。
胡桃（聲：久野美咲，演：大渕野野花）
金色長髮的少女，首播前的官方個人介紹為「某天來到LycoReco的離家出走少女，為了住宿費而當上LycoReco的店員。看起來很年幼，年齡不明」。真實身份為代號Walnut的最強駭客，由於在VR世界都是以松鼠布偶裝的樣貌示人，除了LycoReco的成員沒人知道其真實外貌。在軍火交易事件中駭入DA的Radiata系統，但因同為駭客的「機器太」的出賣而遭亞蘭機關追殺，委託LycoReco偽裝假死以逃避搜捕，之後留在LycoReco暫避風頭，並以幫忙工作折抵住宿費，同時將LycoReco裡的一個壁櫥改造成自己專屬的電腦室。
米卡（聲：榊孝輔，演：北村圭吾）
黑人男性，前DA訓練教官、前DA司令官，在入職DA前任職於保全公司，表面上是LycoReco的店長。千束的老師，對她來說就像是父親一般。千束離開DA時，也把米卡一起帶走。與信二是舊識但兩人關係有時亦十分曖昧。
平日行走時需要拐杖，看似殘疾而步履蹣跚，但實際上只是表面的偽裝，真正的實力十分強勁，槍法也很厲害。

### DA
春川風希（聲：河瀨茉希，演：田上真里奈）
誕生日：9月24日，DA東京分部的首席Lycoris。瀧奈的前搭檔，也與千束認識，曾在宿舍住在同一間房，兩人亦敵亦友，相當重視彼此。比千束晚一天進入DA，故事開頭因為瀧奈未等上頭命令槍擊軍火商，差點傷及被俘虜的惠梨香而和瀧奈決裂，之後看到與千束相處而改變的瀧奈時雖然表面上態度仍強硬，但已不排斥後者重回DA東京分部任職，之後與乙女櫻空閒時會光顧LycoReco。
乙女櫻（聲：小市真琴，演：彩木咲良）
DA東京分部的次席Lycoris，替代瀧奈成為風希的搭檔，性格狂妄，但在見識過千束的實力後態度收歛很多，後期也不再排斥瀧奈，之後時常和風希一起光顧LycoReco。
楠木（聲：澤海陽子，演：三枝奈都紀）
DA的司令官。看似不喜歡千束，實際上很看重與保護她，對千束而言則像是擔心女兒的老媽，千束有時會以敷衍的口氣去應付她，不過如果是危及Lycoris的事件，千束一般會認真聽取她的委託。
蛇之目惠梨香（聲：八神結香，演：井尻晏菜）
DA東京分部的次席Lycoris。在軍火交易事件被軍火商當作人質，間接導致瀧奈遭開除。
篝日花（聲：三重野帆貴）
DA東京分部的次席Lycoris。
山岸（聲：日野佑美）
DA東京分部的醫生。
虎杖（聲：岩田光央）
DA的高層。

### 亞蘭機關
吉松信二（声：上田燿司，演：小野健斗）
亞蘭機關的特務，LycoReco的常客，與米卡是舊識。也是給與千束亞蘭吊墜和手槍的人，和米卡同為將人工心臟植入千束體內的始作俑者，但與漸漸把千束當成自己女兒的米卡不同，自始自終都想把千束當成殺人武器般利用。
外表個性看似溫和儒雅，但真實性格很冷酷無情，對於千束把自己當成如長腿叔叔般的恩人只感到可笑，對千束不殺人淡出DA成立LycoReco頗為不滿，利用真島想逼千束重新拿起武器殺人，最終在舊電波塔被埋伏的米卡射殺身亡。
姬蒲（声：大谷理美，演：新谷姬加）
信二的秘書。

### 其他角色
真島（聲：松岡禎丞，演：仲田博喜）
恐怖分子，曾參與電波塔事件。擁有象徵「亞蘭兒童」的貓頭鷹吊墜。軍火交易事件中的買家。認為舉凡人與人間的取捨、善惡之間都要達到所謂「平衡」，對於因為Lycoris暗中解決犯罪事件而使日本成為治安良好的國家感到嗤之以鼻。聽力優於常人，在十年前的電波塔事件中，僅使用耳朵便能辨認Lycoris的位置。
雖然是亞蘭機關安排下的棋子之一，但本人並不這麼認為，對於實力不俗的千束感到很有興趣，而對瀧奈則覺得她是阻礙而感到厭惡，與千束最終決戰後從延空木掉下去，但並未死亡，且仍希望顛覆日本表面良好的假象。
機器太（聲：榊原優希，演：竹內凜太郎）
亞蘭機關所僱傭的駭客，自稱為世界第一的駭客。受亞蘭機關指示安排抓捕Walnut及協助真島，因為頭上戴著類似機器人的頭套，因此真實長相跟性別皆不明。雖然是真島的幫兇之一，但時常被後者威脅，最終在胡桃的計謀下被警方逮捕。
（聲：俊藤光利）
能力極高的殺手，行事作風安靜，很少說話，有「無聲之迅」的稱號。米卡的前同事。曾受亞蘭機關的委託前去暗殺受千束和瀧奈所保護的委託人，被兩人打敗才驚覺被人利用而停戰和解，在米卡面前對千束和瀧奈的實力給予肯定，之後也成為LycoReco的常客之一。

## 消息公佈、宣傳

### 首播前
2021年12月31日，初次公開關於本作的消息。當日宣佈本作將於2022年首播，並公開前導視覺圖、主要聲優和製作人員陣容。本作的動畫製作公司是A-1 Pictures，由足立慎吾執導，《便·當》作者朝浦擔任故事原案，《這個美術社大有問題！》作者伊右群擔任人物設定師。這部作品是足立慎吾初次執導的作品，也是本職是漫畫家的伊右群初次擔任動畫人物設定師。當時並未公開劇情概要，宣傳標語為「不覺得只要我們在一起，就會很興奮嗎？走吧，搭檔！」（一緒なら、ワクワクしてこない？いこっ、相棒！）。
2022年3月26日，宣佈本作將於同年7月首播，並公開前導宣傳片、第1張主視覺圖，以及三名新角色的聲優。同日，在AnimeJapan 2022的Aniplex攤位舉辦舞台活動，導演足立慎吾、故事原案朝浦和A-1 Pictures製作人柏田真一郎出席。同日亦預告將在4月末公佈更多新消息。消息公佈時宣傳標語為「不管是甚麼請求，都包在我身上♪」，劇情概要如下：
「LycoReco」是位於東京老街的和風咖啡廳。那裡接受的點單不只咖啡和餐點，還包括為滿足客人送物品、接送服務、商討有關喪屍和巨大怪獸事宜等種種要求。在咖啡廳工作的店員有看板娘錦木千束、個性認真的新人井之上瀧奈、不愛工作的小不點胡桃、急於結婚的中原瑞希，此外還有熱愛日本文化的店長米卡。
4月29日，公開第1條宣傳片，並宣佈將於6月12日舉辦先行上映會。先行上映會將在6月12日於TOHO Cinemas錦糸町樂天地舉辦，並先行上映第1至3集。在先行上映會前，5月18日至6月8日期間，連續四週公開分別以千束、瀧奈、瑞希、胡桃為主角的4條角色宣傳片。6月12日，在先行上映會上宣佈首播日期是7月2日，並公開新主視覺圖、播放平台詳情、完整製作人員名單，以及片尾曲詳情。新視覺圖由伊右群繪畫。片尾曲是由Sayuri主唱的《花之塔》（花の塔）。此時的宣傳標語為「平穩的日常，有著它的秘密。」（この日常には、ワケがある。），公佈的劇情概要一改原本的日常系風格：
秘密組織「DA」（Direct Attack）在暗地中將犯罪防範於未然，其手下的少女特工名為「Lycoris」。在她們的保護下，人們才能平穩地過日子。在偽裝成和風咖啡廳「LycoReco」的DA分部中，有着史上最強Lycoris的錦木千束，以及因某些原因而來到LycoReco的優秀Lycoris井之上瀧奈。雖然如此，LycoReco卻常常接下跟Lycoris無關的工作。
6月24日，公佈片頭曲為ClariS主唱的《ALIVE》。6月26日，跟定於同日首播的電視動畫《Engage Kiss》在Animate東京秋葉原本店、Animate大阪日本橋分店和名古屋第3太閣大廈，共三個會場聯合舉辦第1話先行上映會。7月1日，公開第2條宣傳片。

### 首播後
7月2日晚上第1集播畢後，宣佈將推出外傳小說和改編漫畫。外傳小說《Lycoris Recoil 莉可麗絲 Ordinary days》由朝浦撰寫，伊右群負責繪畫插畫，內容為動畫本篇不能盡錄的咖啡廳日常和非日常故事，「還有和菓子、咖啡和槍之類的」。改編漫畫由繪畫，將於《Comic Flapper》同年10月號開始連載。7月6日，開設pixiv帳號，展示角色設定圖、原畫等資料。7月24日，在Wonder Festival 2022夏中宣佈將推出千束和瀧奈的人偶。
8月23日，公開第3條宣傳片和第3張主視覺圖，宣傳標語為「兩人度過的時光，所選擇的未來。」（ふたりの時間、選びとる未来。）
2023年2月11日，於活動宣布將製作新作動畫。

## 製作
| 原作                      | Spider Lily                  |
| 導演、劇本統籌            | 足立慎吾                     |
| 副導演                    | 丸山裕介                     |
| 故事原案                  | 朝浦                         |
| 人物設定                  | 伊右群                       |
| 副人物設定                | 山本由美子                   |
| 道具設計                  | 朱原戴納                     |
| 主動畫師、 槍械、動作監修 | 澤田犬二                     |
| 美術監督                  | 池田真依子                   |
| 美術設定                  | 六七質、 綱頭瑛子（協力）    |
| 色彩設計                  | 佐佐木梓                     |
| CG指導                    | 森岡俊宇                     |
| 攝影監督                  | 青嶋俊明                     |
| 編輯                      | 須藤瞳                       |
| 音響監督                  | 吉田光平                     |
| 音樂                      | 睦月周平                     |
| 動畫製作                  | A-1 Pictures                 |
| 製作                      | Aniplex、ABC Animation、BS11 |

### 初期籌劃
A-1 Pictures製作人柏田真一郎某次跟朝浦的前負責編輯開有關的會議時，兩人談起朝浦的作品，說到朝浦「這人有夠瘋」。這個編輯因而向柏田介紹了朝浦。隔了一段時間，朝浦收到一份新企劃的邀請，因而加入的這部作品的製作。他最初為了這個企劃，創作了角色和世界觀的設定，也寫了劇情概要，還有像是短篇小說的東西。雖然這些內容是《Lycoris Recoil》的原型，但跟最終成品的內容並不相同。由於柏田是看了他的槍戰作品《Death Need Round》（デスニードラウンド），繼而邀請他加入製作的，所以這部新作亦會有槍出現。
在朝浦創作了一些內容後，最初製作組是先開始找人物設定師的，結果卻是導演足立慎吾先加入製作。足立加入製作時，幾乎沒有定下甚麼內容，定下的只有5名角色和他們的名字、「以咖啡廳為基地，女孩子拿槍去戰鬥」的概念，還有朝浦所寫的短篇小說。此時作品內容整體來說，仍然是很嚴肅的。朝浦形容，在足立參與製作後，企劃一下子推進了起來。足立也令作品調性從嚴肅轉為輕快，成為本作現在這個樣子的原型。
足立邀請了正職是漫畫家、代表作是《這個美術社大有問題！》的伊右群加入製作，成為本作的人物設定師。兩人偶然在某年冬季Comic Market初次見面，之前都有看過對方的作品。伊右群很喜歡足立的畫，自出道以來就深受足立的影響，亦有購買電視動畫《迷糊餐廳》的設定資料集。那時恰好足立正在找《Lycoris Recoil》的人物設定師，也很喜歡伊右群的作品，便在那時口頭上說有工作想要找伊右群來做，並取得了他的聯絡方式。伊右群原本以為只是在足立的同人誌中客串插畫之類的工作，殊不知新一年收到的，是邀請他擔任「原創動畫人物設定師」的訊息。他此前只負責過手機遊戲的人物原案，並未嘗試過動畫的人物設定工作。

### 角色設計
朝浦表示他的作品中女性角色名字，有很多都是從該角色初期形象的花語而來的。例如錦木千束的姓氏來自衛矛花（錦木），名字則來自鹿角市傳說《錦木塚物語》中的「千束衛矛」（千束の錦木）。瀧奈的名字來自玉簪花（たきな）。瀧奈的人物設定在企劃書寫好後不久，就幾乎沒有改過。而千束的設定則跟創作初期截然不同。最初千束是個待人冷漠的女孩，加入了辣妹的元素，在跟瀧奈相處後性格才變得柔和。導演足立慎吾在加入製作後，將千束改成現在開朗的形象。
一般而言，在動畫角色方面，通常只會委託漫畫家擔任原案工作，而少有像這部作品般，直接讓漫畫家擔任人物設定師。足立解釋由於伊右群不可能擔任總作畫監督，而當下又未定下總作畫監督的人選。再者，如果伊右群只擔任原案，其設計就會經歷人物設定和總作監兩層變化，而非只有總作監的一層變化。因此，足立為了盡量保留伊右群的畫風，決定讓伊右群直接負責人物設定的工作。因為伊右群沒有嘗試過動畫的人物設定工作，故曾多次請求足立讓他只負責原案，但都被足立說服而作罷。雖然足立基本上都是讓伊右群自由地設計角色，但有要求伊右群不要將胡桃設計得像《這個美術社大有問題！》中的可蕾特。在製作組的要求下，伊右群需要將千束和瀧奈以外的Lycoris不設計為美少女風格，以突顯千束和瀧奈兩名主角。
Lycoris的制服由為女子組合乃木坂46設計服裝的尾內貴美香所設計。由於制服在本作大部份場景都有登場，所以足立希望找專家負責設計。本作由日本索尼音樂娛樂旗下子公司Aniplex製作，而乃木坂46也是索尼音樂娛樂旗下藝人，讓足立能夠憑着這層關係，找來尾內貴美香設計Lycoris的制服。

### 選角
在選角階段，製作組為了實際聽到試音聲優在現場的對話互動，刻意等到緊急事態宣言解除後，才進行錄音室試音。

### 劇本
朝浦稱第4集中掃射列車的情節，在初期的劇本中是擠滿乘客的。這段情節的構想源於出身自北海道的他初來到東京時，初次實際看到擠滿乘客的列車，還有末班列車時空無一人的月台，因而想到：「有一把槍不就想做甚麼都行嗎？」他又稱這部作品本身，強烈地反映了他從鄉下初來到東京時，對東京留下的印象。

### 其他
本作部份場景取景自東京都墨田區，包括錦糸公園、墨田水族館、隅田川水上巴士、兩國（上空俯瞰圖）等等。

## 迴響
頭三集播畢後，動畫故事、角色、作畫等方面都在網上受到好評，有不少網民指《Lycoris Recoil》是當季動畫霸權。
官方Twitter帳號跟隨者人數在2022年7月21日超過10萬人，在8月10日超過20萬人，完结后亦超過了35萬人。同时以作品中的LycoReco咖啡店为Neta的咖啡厅Twitter帳號亦获得了35万跟随者。
遊戲製作人小島秀夫在7月24日晚上發推文表示已經看了頭3集，問：「第4集在哪裏？」此后每集均在推特上留下数句观后感。后又在制作组的邀请下为故事原案所著衍生小说《Lycoris Recoil 莉可麗絲 Ordinary days》留下书腰宣传语。
衍生小说《Lycoris Recoil 莉可麗絲 Ordinary days》於正式發售前兩度再版，紙本發行量突破10萬冊，有多家实体店宣布實施“一人一本”的限购措施，但多数店铺仍很快完售。
9月25日，電撃文庫官方宣布该小说纸本发行量达20萬冊。据Oricon榜单，截止10月中旬，小说实体销量已突破10万本。
据Oricon公信榜数据，BD/DVD首卷首周销量已达2.3万枚，成为2022年截止10月单卷碟片销量最高的日本电视动画。

### 過場插畫問題
動畫第11話首播時的過場插畫，呈現兩位女主角以類似吸菸的姿勢含著彼岸花。然而該話播出後，插畫繪師本人和不少網友皆指出彼岸花具有毒性，提醒觀眾不要模仿。動畫官方隨後於9月30日公告，表示將替換動畫第11話的過場插畫。

## 主題曲
片頭曲ALIVE
作詞、作曲、編曲：重永亮介，主唱：ClariS
片尾曲花之塔
作詞、作曲：Sayuri；編曲：宮田「Lefty」Ryo，主唱：Sayuri

## 集數列表
在台灣，木棉花國際代理版本使用原標題。在香港及澳門，Aniplus代理的版本使用繁體中文翻譯標題。而bilibili的播映版本則使用簡體中文翻譯標題。
| 集數 | 標題                                      | 編劇     | 分鏡              | 演出       | 作畫監督 | 總作畫監督                 | 首播日期      |
| --- | ----------------------------------------- | -------- | ----------------- | ---------- | --- | -------------------------- | ------------- |
| 1 | Easy does it                              | 足立慎吾 | 足立慎吾          | 柴田裕介   | 八角彩香 森田莉奈 | 山本由美子                 | 2022年7月2日  |
| 由秘密組織「DA」培育的少女特工「Lycoris」暗中消滅犯罪份子，讓日本享有高度和平。Lycoris井之上瀧奈在一次軍火交易行動中違反命令，因而被調離東京分部，派往咖啡廳「LycoReco」與錦木千束——被譽為史上最強的Lycoris——搭檔。LycoReco由前DA教官米卡經營，店員瑞希則是前DA情報部員。與此同時，DA正在調查入侵Radiata系統的駭客“Walnut”，並調查在軍火交易中下落不明的武器。千束為瀧奈導覽LycoReco週邊環境，在幼兒園、日語教室、黑道事務所等處幫助困擾的人們，並表示這就是LycoReco的工作。兩人到警局時接到阿部刑警的委託，保護被不明人士跟蹤的女性筱原，調查後發現她被跟蹤的原因是她意外拍到了軍火交易現場的相片。瀧奈以筱原為誘餌，引出跟踪她的不明人士，随后千束以非致命武器將對方全部制伏。另一方面，亞蘭機關幹員吉松信二與受其委託的Walnut正談論着千束剛才的表現，當Walnut質問他的真實目的時，其藏身处卻被吉松遥控引爆。次日，瀧奈正式成為LycoReco的服務生，此時吉松也首度光臨LycoReco。 |                                           |          |                   |            | |                            |               |
| 2 | The more the merrier                      | 足立慎吾 | 三浦貴博          | 尾之上知久 | 山中正博 高橋美香 | 竹內由香里                 | 2022年7月9日  |
| 瀧奈來到LycoReco一個月後，曾受亞蘭機關委託的黑客Walnut向另一名黑客“机器太”問起自己藏身处被發現的原因，確定了是机器太出卖了自己，於是發郵件向LycoReco求助出逃。米卡安排了千束和泷奈出动，穿着松鼠人偶裝的Walnut带着行李箱駕車载着两人离开會合地，卻被机器太远程控制了汽车準備讓车衝入海中。千束让泷奈狙擊机器太用於跟蹤和控制車輛的無人機後，眾人成功逃離车辆。其後她們與机器太派出的武装小队交火。千束依然以非致命武器來制服對手，并為其中一人疗伤。作为报答，那位武装分子警告千束出口有埋伏，但千束還沒来得及提醒，Walnut已經被埋伏射成蜂窩。机器太向委託自己的吉松汇报成果。千束等人被救護車接走后，才得知剛才的Walnut是瑞希伪装的，而人偶服則是裝了假血袋的防彈衣。真正的Walnut一直藏在行李箱內，開著救護車的米卡這才揭曉原計畫就是让Walnut假死以摆脱追捕。Walnut之后借住在LycoReco店裡暫避風頭，并改名为胡桃。 |                                           |          |                   |            | |                            |               |
| 3 | More haste, less speed 欲速则不达         | 枦山大   | 足立慎吾 丸山裕介 | 丸山裕介   | 水谷雄一郎 瀧口弘喜 小澤久美子 山村俊了 島田英明 TOMATO                                                                                   | 鈴木豪 晶貴孝二            | 2022年7月16日 |
| 這天LycoReco在打烊後舉辦了桌遊大會，千束胡桃和老顧客們邀請瀧奈一起加入但被拒絕。瀧奈一心只想着盡快回到DA，沒興趣浪費時間在LycoReco玩樂。千束要到DA本部更新執照，瀧奈知道後，為了請楠木司令讓自己回歸DA而堅持一同前往。但瀧奈在任務中意圖殺害隊友的流言已經在DA內四處流傳，瀧奈的前搭檔春川風希也已經有了新的搭檔乙女櫻。更糟的是，司令部為了掩蓋軍火交易行動中Radiata系統被入侵的事實，所以才將責任推卸到瀧奈身上，瀧奈這才明白自己再也不可能回到DA。千束安慰她有失必有得，說自己很高興能因此遇見瀧奈，而LycoReco可以成為她新的容身之處，是時候該邁出新的一步，做自己想做的事情了。最後千束和瀧奈搭檔，在二對二模擬戰中擊敗風希和櫻。在回程路上，瀧奈答應了LycoReco傳來的桌遊邀約。 |                                           |          |                   |            | |                            |               |
| 4 | Nothing seek, nothing find 无所求则无所获 | 神林裕介 | 竹內哲也          | 竹內哲也   | 竹內哲也 神本兼利 | 鈴木豪 晶貴孝二            | 2022年7月23日 |
| 千束偶然發現瀧奈穿的竟然是男用的四角內褲，於是決定抓她一起上街買新內褲。隔天兩人穿着便服逛街、吃美食、逛水族館。稍事休息時，瀧奈問千束為何使用橡膠彈以及為何離開DA。千束回答十年來她一直在尋找給她亞蘭吊墜的人好向他道謝。此時米卡跟吉松在酒吧密會時談起千束，原來吉松就是當年給千束亞蘭吊墜的人，而千束擁有的是世間罕見的殺人才能，亞蘭機關禁止與支援對象接觸，因此吉松並未跟千束相認。胡桃調查發現，從軍火交易流出的槍械並未流入黑市，同時分析出參與軍火交易的人員外貌。此時恐怖分子真島率領手下，帶著從軍火交易取得的槍械襲擊地鐵站。不料DA早已在事前疏散民眾，並派出大批末席Lycoris掃蕩恐怖分子。逼得真島只能引爆預先準備的炸彈後負傷逃離現場。事後他發現這次襲擊被DA掩蓋為列車出軌意外，於是決定再搞個DA無法隱瞞的大事件。 |                                           |          |                   |            | |                            |               |
| 5 | So far, so good                           | 鹿間貴裕 | 鹿間貴裕          | 關晓子     | 佐藤光 齊藤千惠 戶高真希 八角彩香 中岡響香                                                                                                | 竹內由香里                 | 2022年7月30日 |
| 地鐵事件經過一個月後，LycoReco收到了擔任保鑣的委託。委託人松下過去因為妻女遭人殺害，自己也被盯上而長期旅居美國，得了漸凍症的他知道自己時日無多後，希望能回故鄉日本到東京觀光。當天松下由專人載送到LycoReco，他坐著電動輪椅戴著呼吸器，用電子發聲器調侃自己得仰賴機器才能活著。千束隨即安慰他說自己其實也裝了人工心臟。千束一行在淺草寺觀光的同時，阿部刑警正帶著部下三谷闖入地鐵事件現場，發現了尚未被清理的彈頭，證明整起事件根本不是出軌意外。此時胡桃的無人機發現頂尖殺手「無聲之迅」已經盯上了松下。迅追蹤千束一行人來到美術館，瀧奈隨即迎戰反擊。一番苦戰後，千束加入戰局制服了迅。但松下卻要求千束遵循亞蘭機關的使命，代替行動不便的他殺掉迅以報妻女之仇，但千束清楚表明自己不想取人性命。此時松下身上的機器開始全部關機——事後查出松下的身份及過去都是虛構的，有人將癱瘓昏迷的病患放在電動輪椅上，再遠端操控輪椅並以鏡頭和電子發聲器演出松下這個角色。而且委託迅殺人和操控假松下的可能是同一組織所為。吉松此時也開始在幕後默默策劃下次的計畫。深夜，真島引出一位Lycoris現身並當街殺害。另一方面在LycoReco，瀧奈將耳朵貼在千束胸前，確認她的人工心臟真的沒有心跳。 |                                           |          |                   |            | |                            |               |
| 6 | Opposites attract 不是冤家不聚头          | 鹿間貴裕 | 鹿間貴裕          | 佐久間貴史 | 山本真夕子 細田沙織 小松沙奈 | 山本由美子                 | 2022年8月6日  |
| 一個月後，已經有4個Lycoris遭人殺害，瀧奈決定要全天24小時和千束一起行動，因此搬到了千束的住所。兩人以猜拳分配家事，結果瀧奈卻連一局都贏不了。亞蘭機關指派機器太去協助真島，因此真島才會襲擊Lycoris以蒐集DA的線索，然而機器太卻遲遲找不出DA位置，雖然他也委託其他駭客試圖駭入Radiata系統，不過卻反遭系統逆追蹤後被警方逮捕，已經開始不耐煩的真島命令機器太在3天內找出DA。回到LycoReco，瀧奈煩惱着猜拳為何一直無法贏千束，米卡與瑞希解釋道：既然千束可預判彈道進行閃避，當然也可看穿猜拳時的肌肉動作，預判對方會出什麼。當晚兩名真島手下受機器太的情報入侵千束住所，並用無人機拍到了千束迅速擺平入侵者的畫面，成功引起真島的興趣，決定轉而襲擊千束。正當千束身陷危機時，瀧奈等人及時趕到，胡桃也用無人機撞倒了發射火箭彈的人，導致真島被誤擊炸飛到水中。事件過後，真島對千束倍感興趣，要求機器太給出更多關於千束的情報。而在醫院護理室，瀧奈破解了千束的猜拳技法，第一次取得了勝利。 |                                           |          |                   |            | |                            |               |
| 7 | Time will tell 时间会证明一切             | 枦山大   | 柴田裕介          | 柴田裕介   | 小川玖理周 山本真夕子 神本兼利 佐藤光 | 晶貴孝二 森田莉奈          | 2022年8月13日 |
| 某日在LycoReco，千束不小心瞄到米卡的手機，發現有人約了米卡要談有關千束今後的事。千束懷疑是司令想將自己調回DA，若身為首席的千束真的被調走可能會讓LycoReco關門大吉。機器太向真島提起10年前的電波塔事件中同樣有使用橡膠彈戰鬥的紀錄，讓真島確定千束就是當年在電波塔打倒他的人。機器太在各處偽造了大量報案引開Lycoris，讓真島能不受阻礙地攻進警察局。警局遭攻陷後，DA從監視器確認了真島的長相，還在局內發現「一決勝負吧 Lycoris！！」的挑釁字句。當晚，千束和瀧奈偽裝身分跟在米卡後頭潛入高級酒吧，這才發現邀請米卡的其實是吉松。千束原打算不要打擾兩人的幽會，卻從兩人的對話中得知吉松就是當年給自己亞蘭吊墜的人，立即現身向吉松道謝。事後米卡要求吉松放千束自由，但吉松仍認為千束應該遵從使命，將殺人的才能貢獻給世界。深夜，機器太順利從真島安插在警局電腦的後門裝置駭入，真島站在陽台把玩著亞蘭吊墜，將野心轉向了延空木。 |                                           |          |                   |            | |                            |               |
| 8 | Another day, another dollar               | 神林裕介 | 相澤伽月          | 伊福覺志   | 合田浩章 戶谷賢都 橋本純一 河野敏彌 高瀨沙耶香 山本祐子 臼井篤史 錦見樂 越後光崇 山本真夕子                                               | 鈴木豪                     | 2022年8月20日 |
| 即使有DA的補助金，LycoReco的收支仍日趨拮据，瀧奈於是擔下了會計的職位。為減少支出，瀧奈要求千束減少橡膠彈使用量、避免破壞現場以節省修復費用。瀧奈還想出新款的巧克力百匯，以代替製作成本高的特製百匯，不料其獨特的造型意外爆紅，吸引大量人潮光顧。在委託增加、節省成本、來客數暴增的狀況下，LycoReco逐漸轉虧為盈，店內還添購了唱片機、洗碗機和機器店員。隔日，千束原本預定要去做定期健康檢查，不料卻被真島持槍闖入家中。真島提起當年在電波塔事件中，當Lycoris近乎全滅時，就是千束憑一己之力打倒包括真島在內的所有恐怖分子。真島表示自己是被亞蘭機關看上殺人才能而受到贊助，然而千束不願相信吉松會贊助罪犯。此時真島透過超乎常人的聽力，得知瀧奈已趕到千束家門前而離去。兩人平安返回LycoReco後，瀧奈送給千束一個狗造型吊飾，千束馬上把它掛在書包上表示會好好珍惜。隔天千束去進行定期健檢，不料卻被偽裝成護士的姬蒲注射不明藥物而昏厥，人工心臟也遭姬蒲動了手腳。 |                                           |          |                   |            | |                            |               |
| 9 | What's done is done                       | 神林裕介 | 大槻敦史          | 丸山裕介   | 小松沙奈 森田莉奈 戶高真希 | 山本由美子                 | 2022年8月27日 |
| 姬蒲對千束的人工心臟過度充電，導致心臟無法再度充電，剩餘的電力僅能再運作約2個月。楠木司令表示近期將會大規模討伐真島，要求千束歸隊以在生命終結前完成使命，而千束表示自己有別的使命，不過若把瀧奈調回DA，她就會考慮歸隊。在胡桃明白指出一連串事件幕後主謀可能都是吉松後，米卡只好坦白10年前發生的往事：千束擁有極高的才能，但卻患有先天性心臟病，於是吉松打算贊助千束。吉松與米卡約定，希望米卡能照顧千束，並幫助她發揮殺人才能。千束在手術前遇到了吉松，立誓要和他一樣成為幫助別人的救世主。瀧奈安排行程約千束出門玩，想在回歸DA的前一天和千束一起賞雪，最後兩人在初雪中道別。真島向機器太取得吉松的情報後，帶著手下攔截並俘虜了吉松和姬蒲。 |                                           |          |                   |            | |                            |               |
| 10 | Repay evil with evil 以恶报恶             | 枦山大   | 足立慎吾 伊藤智彥 | 尾之上知久 | 山中正博 大槻菜穗 吉岡勝 李嘉 STUDIO MASSKET                                                                                              | 竹內由香里                 | 2022年9月3日  |
| 千束決定要讓LycoReco結束營業，胡桃和瑞希即使不捨還是道別準備離境出國，千束和米卡則留下收拾店面。熟客一一來到店裡道別後，千束換上了米卡準備的振袖，提前體驗了成人式。米卡向千束坦白10年前的真相，認為自己不值得被感謝，千束依然向米卡道謝，讓自己能做自己想做的事。同一時間，真島手下們佔領了延空木，由機器太劫持電視訊號，向大眾廣播暗示了DA的存在，並揭露已將無數槍枝散佈在整個東京都內，打算造成混亂衝突。在DA高層的施壓下，楠木司令來電要求千束立即歸隊討伐真島，同時機器太也來電以吉松為人質威脅千束遠離延空木，最後千束決定前往舊電波塔營救吉松。 |                                           |          |                   |            | |                            |               |
| 11 | Diamond cut diamond                       | 神林裕介 | 岩畑剛一          | 關曉子     | 神本兼利 佐藤光 前田顯 安岡幸惠 西尾智惠 伊藤美奈 山本真夕子 細田沙織                                                                     | 竹內由香里 森田莉奈        | 2022年9月10日 |
| 瀧奈發現千束尚未歸隊還把手機留在店裡不知去向，不由得忐忑不安。胡桃調查後發現吉松持有改良後的人工心臟，千束和米卡此時則正前往舊電波塔營救吉松，瀧奈也在得到胡桃的通知後，於作戰最後關頭離隊趕往舊電波塔為千束助陣。作戰部隊到達延空木瞭望台奪回電梯時，電視訊號再度被劫持，Radiata系統則暫時癱瘓，無法奪回訊號，真島再度出現在螢幕上。真島向大眾暴露了Lycoris的存在，並將Lycoris作戰的畫面一一轉播到各地螢幕上，街頭民眾也開始持槍和Lycoris爆發衝突。抵達舊電波塔的千束一路擺平敵人，在一處瞭望台發現了被綁的吉松，真島也隨即展開攻擊。在捲門拉下，失去一切光源的狀況下，千束的視力被封鎖，聽力過人的真島在戰鬥中佔盡上風。一番苦戰後瀧奈終於及時突破了捲門，加入戰局。 |                                           |          |                   |            | |                            |               |
| 12 | Nature versus nurture                     | 神林裕介 | 相澤伽月          | 柴田裕介   | 山本由美子 森田莉奈 小松沙奈 戶高真希 佐藤光 安岡幸惠 小川玖理周 細田沙織 前田顯                                                          | 山本由美子                 | 2022年9月17日 |
| 經過一番激戰，千束用槍聲暫時震聾了真島並成功制伏他，這才發現原來是吉松利用真島引來千束意圖讓她開殺戒。吉松表示已將改良後的人工心臟裝在自己身上，要求千束殺了自己繼續活下去。吉松將千束的槍換成實彈，又朝正在和姬蒲纏鬥的瀧奈開槍，逼得千束不得不以實彈射傷吉松。最後吉松和姬蒲負傷逃走，瑞希和胡桃也搭乘直升機趕來與兩人會合。DA高層為解決Lycoris曝光的危機，派出Lilybell要將延空木的Lycoris全部處分掉。楠木司令私下委託千束等人拯救Lycoris。千束和瀧奈趕到延空木協助風希等人奪回控制室，胡桃立即查出機器太的位置並通報警方逮捕他，再讓Radiata系統恢復機能進行情報操作以掩蓋真相。Lycoris曝光危機解除後Lilybell也隨之撤退。正當千束一行人搭電梯準備離開延空木時，真島卻突然出現朝電梯掃射，最後只留下千束和真島在瞭望台對峙。 |                                           |          |                   |            | |                            |               |
| 13 | Recoil of Lycoris                         | 神林裕介 | 足立慎吾          | 丸山裕介   | 山本由美子 中岡響香 佐藤光 栗西祐介 高橋沙江子 落合瞳 迫江沙羅 山內尚樹 大貫巧 水谷雄一郎 張丁 戶高真希 三浦綾華 柴田裕介 前田顯 合田浩章 | 山本由美子 森田莉奈 鈴木豪 | 2022年9月24日 |
| 真島和千束在瞭望台決鬥。真島亮出引爆器，表示將在倒數一小時後炸毀延空木。負傷的Lycoris們乘電梯向下離開，而瀧奈則爬避難梯返回塔頂為千束助陣。正當千束和真島戰的難分難解時，千束的心臟卻突然支持不住，希望公平對決的真島決定暫時休戰，並表明自己的目標是追求平衡，為此必須推翻DA並揭穿其謊言。千束表達對身邊人事物的喜愛，因此無法認同他的理念。無法相容的兩人只能再次對決。千束為了搶奪引爆器而露出破綻，所幸瀧奈及時趕到成功救下千束。另一方面，米卡出現在逃走的吉松和姬蒲眼前，他在擊敗姬蒲後含淚殺死吉松以取得新的心臟。之後社會大眾接受了DA編造的故事，生活也逐漸回歸平靜。DA持續追查下落不明的真島，以及他所散佈的槍枝。事件數日後千束在病房內醒來，不明就裡的她誤以為自己時日無多，逃到偏遠的伊良部島打算獨自赴死。數月後瀧奈好不容易才找到她，並告知她已經移植新的心臟，可以重新開始新的人生。不過還是隱瞞了米卡殺死吉松的事實。故事最後，LycoReco的所有成員一起到夏威夷開起了移動咖啡館，繼續接受顧客各式各樣的委託。 |                                           |          |                   |            | |                            |               |

## 播映平台
日本深夜動畫：下文記載的日本国内播放時間使用日本標準時間（UTC+9）表示。因為部分時間标识會採用30小时制，因此請留意这类超过24:00的时间，其實際播放時間為翌日清晨。
| 播放日期              | 播放時間（UTC+9）   | 播放電視台     | 播放地區   | 備註               |
| --------------------- | ------------------- | -------------- | ---------- | ------------------ |
| 2022年7月2日－9月24日 | 星期六 23:30－24:00 | TOKYO MX       | 東京都     |                    |
| 2022年7月2日－9月24日 | 星期六 23:30－24:00 | 栃木電視台     | 栃木縣     |                    |
| 2022年7月2日－9月24日 | 星期六 23:30－24:00 | 群馬電視台     | 群馬縣     |                    |
| 2022年7月2日－9月24日 | 星期六 23:30－24:00 | BS11           | 日本全國   | 參與製作／衞星廣播 |
| 2022年7月4日－9月26日 | 星期一 22:00－22:30 | AT-X           | 日本全國   | 衞星廣播，有重播   |
| 2022年7月6日－9月28日 | 星期三 26:14－26:44 | 朝日放送電視台 | 近畿廣域圈 |                    |
| 2022年7月7日－9月29日 | 星期四 26:15－26:45 | 名古屋電視台   | 中京廣域圈 |                    |

| 播放日期              | 播放時間（UTC+9）   | 播放平台 |
| --------------------- | ------------------- | --- |
| 2022年7月2日－9月24日 | 星期六 23:30－24:00 | ABEMA |
| 2022年7月5日－9月27日 | 星期二 12:00 更新   | GYAO! Niconico頻道 Prime Video Netflix d動畫商城 （本店、ニコニコ支店、for Prime Video） U-NEXT アニメ放題 萬代頻道 Hulu FOD WOWOWオンデマンド 光TV Video Market music.jp GYAO!ストア |
|                       | 星期二 23:00－23:30 | Niconico生放送 |
| 2022年7月6日－9月28日 | 星期二 24:00 更新   | JCOMオンデマンド TELASA milplus auスマートパスプレミアム |

| 播映地區                                       | 播映平台 | 播映日期               | 播映時間              | 備註   |
| ---------------------------------------------- | --- | ---------------------- | --------------------- | ------ |
| 臺灣                                           | 巴哈姆特動畫瘋、中華電信MOD、Hami Video、LiTV 線上影視、myVideo、遠傳friDay影音 中嘉bb寬頻.bbTV、KKTV、LINE TV、Yahoo TV 一起看、CATCHPLAY+ | 2022年7月2日－9月24日  | 星期六 24:00（UTC+8） | [ 23 ] |
| 臺灣                                           | 愛奇藝 | 2022年7月2日－9月24日  | 星期六 24:00（UTC+8） | [ 72 ] |
| 臺灣                                           | Netflix | 2022年7月2日－9月24日  | 星期六 24:00（UTC+8） | [ 73 ] |
| 香港                                           | Now TV - Aniplus Asia | 2022年7月2日－9月24日  | 星期六 24:00（UTC+8） | [ 74 ] |
| 东南亚（泰国、马来西亚、柬埔寨、菲律宾、越南） | Aniplus Asia 電視頻道及頻道相關的隨選視訊服務。                                                                                             | 2022年7月2日－9月24日  | 星期六 24:00（UTC+8） |        |
| 东南亚（泰国、马来西亚、柬埔寨、菲律宾、越南） | bilibili | 2022年7月2日－9月24日  | 星期六 24:00（UTC+8） | [ 75 ] |
| 中国大陆                                       | bilibili | 2022年9月3日－11月19日 | 星期六 21:30（UTC+8） | [ 1 ]  |

## BD / DVD
| 卷數 | 發售日期       | 收錄話數       | 規格編號      | 規格編號      |
| 卷數 | 發售日期       | 收錄話數       | BD            | DVD           |
| ---- | -------------- | -------------- | ------------- | ------------- |
| 1    | 2022年9月21日  | 第1話－第3話   | ANZX-15301/02 | ANZB-15301/02 |
| 2    | 2022年10月26日 | 第4話－第5話   | ANZX-15303/04 | ANZB-15303/04 |
| 3    | 2022年11月23日 | 第6話－第7話   | ANZX-15305/06 | ANZB-15305/06 |
| 4    | 2022年12月21日 | 第8話－第9話   | ANZX-15307/08 | ANZB-15307/08 |
| 5    | 2023年1月25日  | 第10話－第11話 | ANZX-15309/10 | ANZB-15309/10 |
| 6    | 2023年2月22日  | 第12話－第13話 | ANZX-15311/12 | ANZB-15311/12 |

## 短篇動畫
2024年7月29日播出的中，宣布製作短篇動畫。標題為《Lycoris Recoil 莉可麗絲：友誼是時間的竊賊》，於2025年4月至5月播放。

### 集數列表（短篇動畫）
| 集數 | 標題                    | 劇本     | 分鏡       | 演出       | 作畫監督            | 首播日期       |
| ---- | ----------------------- | -------- | ---------- | ---------- | ------------------- | -------------- |
| #01  | Take it easy            | 足立慎吾 | 佐久間貴史 | 佐久間貴史 | 山本由美子          | 2025年 4月16日 |
| #02  | Miles away              | 伊右群   | 足立慎吾   | 飛田剛     | 山本由美子          | 4月23日        |
| #03  | Scintillation of genius | 森周     | 森公太     | 森公太     | 森田莉奈            | 4月30日        |
| #04  | Watch out!              | 富永芳和 | 菊池貴行   | 菊池貴行   | 齋藤悠              | 5月7日         |
| #05  | Bittersweet first love  | 山本健   | 中西基樹   | 中西基樹   | 合田浩章            | 5月14日        |
| #06  | Brief respite           | 足立慎吾 | 迫井政行   | 迫井政行   | 秋谷有紀惠 鶴窪久子 | 5月21日        |

### BD / DVD（短篇動畫）
| 發售日期           | 收錄集數    | 規格編號              | 規格編號   | 規格編號   |
| 發售日期           | 收錄集數    | BD喫茶LycoReco土產BOX | BD         | DVD        |
| ------------------ | ----------- | --------------------- | ---------- | ---------- |
| 2025年11月12日預定 | 第1集—第6集 | ANZX-16711/3          | ANZX-16714 | ANZB-16714 |

## 周邊媒體

### 廣播節目
網路廣播節目《LycoReco Radio》（リコリコラジオ，簡稱）由2022年7月8日起逢星期五在Aniplex YouTube頻道等平台播出，主持人是聲演兩名女主角的安濟知佳和若山詩音。

### 小說

#### 外傳日常小說
《Lycoris Recoil 莉可麗絲 Ordinary days》（原作：Spider Lily，作者：朝浦，插圖：伊右群）
| 卷數 | KADOKAWA     | KADOKAWA               | 台灣角川     | 台灣角川                                           | 中信出版社 | 中信出版社             |
| 卷數 | 發售日期     | ISBN                   | 發售日期     | ISBN/EAN                                           | 發售日期   | ISBN                   |
| ---- | ------------ | ---------------------- | ------------ | -------------------------------------------------- | ---------- | ---------------------- |
| 全   | 2022年9月9日 | ISBN 978-4-04-914618-9 | 2024年3月7日 | ISBN 978-626-378-634-9 EAN 4711289616573（特裝版） |            | ISBN 978-7-5217-7978-3 |

#### 外傳小說
《Lycoris Recoil 莉可麗絲 Recovery days》（原作：Spider Lily，作者：朝浦，插圖：伊右群）
| 卷數 | KADOKAWA     | KADOKAWA               |
| 卷數 | 發售日期     | ISBN                   |
| ---- | ------------ | ---------------------- |
| 全   | 2024年3月8日 | ISBN 978-4-04-915554-9 |

### 漫畫

#### 本篇改編漫畫
改編漫畫由作畫，於《Comic Flapper》2022年9月5日发售的10月號開始連載。
| 卷數 | KADOKAWA       | KADOKAWA               | 台灣角川       | 台灣角川               | 中信出版社 | 中信出版社             |
| 卷數 | 發售日期       | ISBN                   | 發售日期       | ISBN                   | 發售日期   | ISBN                   |
| ---- | -------------- | ---------------------- | -------------- | ---------------------- | ---------- | ---------------------- |
| 1    | 2022年12月22日 | ISBN 978-4-04-682030-3 | 2024年6月6日   | ISBN 978-626-400-112-0 | 2025年     | ISBN 978-7-5217-7530-3 |
| 2    | 2023年5月23日  | ISBN 978-4-04-682470-7 | 2024年9月12日  | ISBN 978-626-400-535-7 |            |                        |
| 3    | 2023年10月23日 | ISBN 978-4-04-682940-5 | 2024年10月10日 | ISBN 978-626-400-698-9 |            |                        |
| 4    | 2024年3月23日  | ISBN 978-4-04-683411-9 | 2024年11月7日  | ISBN 978-626-400-812-9 |            |                        |
| 5    | 2024年9月21日  | ISBN 978-4-04-683856-8 |                |                        |            |                        |
| 6    | 2025年2月21日  | ISBN 978-4-04-684497-2 |                |                        |            |                        |

#### 外傳日常漫畫
9月25日动画完结当晚，官方同时宣布了由执笔的日常向漫画《Lycoris Recoil Recollect》（リコリス・リコイル リコレクト）。漫画于同年10月于《ComicWalker》和《Niconico漫画》开始连载。
| 卷數 | KADOKAWA      | KADOKAWA               |
| 卷數 | 發售日期      | ISBN                   |
| ---- | ------------- | ---------------------- |
| 1    | 2023年3月23日 | ISBN 978-4-04-682359-5 |
| 2    | 2024年3月23日 | ISBN 978-4-04-683393-8 |

### 官方漫畫精選集
10月20日宣布将于12月22日发售三种版本由包括本部作品人物设计伊右群在内的多位作者执笔的漫画集。
| 卷數 | KADOKAWA | KADOKAWA       | KADOKAWA               | 台灣角川 | 台灣角川      | 台灣角川               |
| 卷數 | 副標題   | 發售日期       | ISBN                   | 副標題   | 發售日期      | ISBN                   |
| ---- | -------- | -------------- | ---------------------- | -------- | ------------- | ---------------------- |
| 1    |          | 2022年12月22日 | ISBN 978-4-04-682096-9 | React    | 2024年7月25日 | ISBN 978-626-400-281-3 |
| 2    |          | 2022年12月22日 | ISBN 978-4-04-682054-9 | Repeat 1 | 2024年7月25日 | ISBN 978-626-400-262-2 |
| 3    |          | 2022年12月22日 | ISBN 978-4-04-914800-8 | Reload 1 | 2024年8月8日  | ISBN 978-626-400-388-9 |
| 4    |          | 2023年3月23日  | ISBN 978-4-04-682357-1 | Repeat 2 | 2025年1月23日 | ISBN 978-626-415-164-1 |
| 5    |          | 2023年5月26日  | ISBN 978-4-04-915015-5 | Reload 2 | 2025年2月13日 | ISBN 978-626-415-279-2 |
| 6    |          | 2024年12月22日 | ISBN 978-4-04-683243-6 | Repeat 3 | 2025年3月6日  | ISBN 978-626-415-415-4 |
| 7    |          | 2024年12月27日 | ISBN 978-4-04-915426-9 | Reload 3 | 2025年4月24日 | ISBN 978-626-415-558-8 |

### 公式設定集
| 名稱                            | KADOKAWA      | KADOKAWA               | 台灣角川       | 台灣角川               |
| 名稱                            | 發售日期      | ISBN                   | 發售日期       | ISBN                   |
| ------------------------------- | ------------- | ---------------------- | -------------- | ---------------------- |
| ヒロインアーカイブ 千束＆たきな | 2023年2月21日 | ISBN 978-4-75-801795-4 | 2024年12月11日 | ISBN 978-6-26-399683-0 |

## 外部連結
- 官方网站（日語）
- Lycoris Recoil 莉可麗絲的X（前Twitter）（日語）
- 喫茶LycoReco的X（前Twitter）（日語）
- Lycoris Recoil 莉可麗絲的pixiv（日語）